# أناستازيا الكييفية
اناستاسيا من كييف (بالروسية: Анастасия Ярославна)‏؛ (بالأوكرانية: Анастасія Ярославна)‏ (ق. 1023-1074/1094) كانت ملكة المجر بالزواج من الملك أندرو الأبيض.

## حياة
كانت أناستازيا ابنة الأمير الكبير ياروسلاف الأول الحكيم من كييف وإنجيجرد من السويد [الإنجليزية]، والأخت الكبرى للملكة الفرنسية آن الكييفية . حوالي عام 1038 تزوجت أناستازيا من دوق أندرو الأول من المجر، الذي استقر في كييف بعد أن شارك والده فازول [الإنجليزية] في محاولة اغتيال فاشلة استهدفت الملك ستيفين الأول ملك المجر. في عام 1046، عاد زوجها إلى المجر وتولى العرش بعد هزيمة الملك بيتر أورسيولو. تبعت أناستاسيا زوجها إلى المملكة. ربما كانت هي التي أقنعت زوجها بإقامة لافرا [الإنجليزية] في تيهاني [الإنجليزية] للنساك الذين أتوا إلى المجر من كييف روس.
لم ينجب الزوجان الملكيان حتى عام 1053، عندما أنجبت الملكة أناستاسيا سليمان [الإنجليزية]. ومع ذلك، تسببت ولادة سليمان ثم تتويجه في وقت لاحق في نزاع مرير بين الملك أندرو الأول وشقيقه الأصغر دوق بيلا [الإنجليزية]، الذي كان التالي في ترتيب العرش. عندما ثار الدوق بيلا في تمرد مفتوح ضد الملك أندرو عام 1060، أرسل الملك زوجته وأطفاله إلى بلاط أدالبرت، مارغريف النمسا [الإنجليزية]. هُزم الملك أندرو وتوفي بعد ذلك بوقت قصير، وتوج أخوه ملكًا في 6 ديسمبر 1060.
طلبت أناستاسيا مساعدة الملك هنري الرابع ملك ألمانيا، الذي كانت أخته جوديث [الإنجليزية] مخطوبة لسليمان عام 1058. بحلول الوقت الذي دخلت فيه القوات الألمانية إلى المجر لتقديم المساعدة لسليمان، توفي الملك بيلا الأول (في 11 سبتمبر 1063) وفر أبناؤه، جيزا [الإنجليزية] ولازلو ولامبير [الإنجليزية] إلى بولندا.
توج سليمان الشاب في 27 سبتمبر 1063. قدمت أناستاسيا بمناسبة تتويج ابنها ما يعتقد أنه سيف أتيلا الهوني إلى دوق بافاريا أوتو من نوردهيم [الإنجليزية]، الذي كان قائد القوات الألمانية. بين عامي 1060 و 1073 حكم الملك سليمان مملكته بالتعاون مع أبناء عمومته، دوقات جيزا [الإنجليزية] ولازلو ولامبير [الإنجليزية]، الذين عادوا إلى المجر وقبلوا حكمه. ومع ذلك، في عام 1074 تمردوا عليه وهزموه في 14 مارس 1074. هرب الملك سليمان إلى الحدود الغربية للمجر حيث كان قادرًا على الحفاظ على حكمه فقط على مقاطعات موسون [الإنجليزية] وبوزوني [الإنجليزية].
اتبعت أناستاسيا سليمان، لكنهم بدأوا يتجادلون مع بعضهم البعض. لذلك انتقلت إلى دير أدمونت [الإنجليزية] حيث عاشت راهبة حتى وفاتها. دفنت في الدير.

## الزواج والاطفال
حوالي 1039: الملك أندرو الأول من المجر (حوالي 1015 - قبل 6 ديسمبر 1060)
- أديلايد [الإنجليزية] (ج 1040-27 يناير 1062)، زوجة الملك فراتيسلاوس الثاني ملك بوهيميا
- سليمان ملك المجر [الإنجليزية](1053 - 1087)[1]
- دافيد الهنغاري [الإنجليزية] (بعد 1053 - بعد 1094)[1]

### فهرس
1. 1 2 3  Raffensperger 2012.

### معلومات كاملة للمراجع
- Raffensperger، Christian (2012). Reimagining Europe:Kievan Rus in the Medieval World, 988-1146. Harvard University Press.